# Rich Forever 4
Rich Forever 4 – piąty mixtape kompilacyjny amerykańskiej wytwórni muzycznej Rich Forever Music, wydany 2 sierpnia 2019 roku. Na krążku oprócz członków wytwórni wystąpili gościnnie: ASAP Ferg i Tg3 Thr33. Rich Forever 4 zadebiutowało na 170 miejscu na liście Billboard 200.  Jest to trzeci mixtape z serii Rich Forever. 

## Lista utworów
Lista utworów.
| Numer | Wykonawca                             | Tytuł         | Długość |
| 1     | Famous Dex & Rich The Kid             | Rich Shit     | 2:19    |
| 2     | 83 Babies                             | Drip Layer    | 3:19    |
| 3     | Famous Dex, Jay Critch & Rich The Kid | Party Bus     | 4:06    |
| 4     | Rich The Kid, Jay Critch & ASAP Ferg  | Flex          | 2:57    |
| 5     | Jay Critch & Famous Dex               | Broke as Shit | 2:32    |
| 6     | Rich The Kid & 83 Babies              | So Nasty      | 2:41    |
| 7     | Jay Critch & Rich The Kid             | Speed Racing  | 3:24    |
| 8     | Bino & 83 Babies                      | Chanel Frames | 4:34    |
| 9     | Rich The Kid & Famous Dex             | Off the Lot   | 3:05    |
| 10    | Bino & 83 Babies                      | Get the Bag   | 2:59    |
| 11    | 83 Babies & Airi                      | Tell Me       | 4:32    |
| 12    | Tg3 Thr33 & 83 Babies                 | Numbers       | 3:41    |

## Pozycję na listach

### Tygodniowe
| Lista (2018)      | Pozycja |
| ----------------- | ------- |
| USA Billboard 200 | 170     |